# Alejandro Selkirk
Alejandro Selkirk (španjolski: Isla Alejandro Selkirk) je najveći otok arhipelaga - Juan Fernández.
Otok administrativno potpada pod čileansku Regiju Valparaíso i Provinciju Valparaíso.  Sve do 1966. otok se zvao Másafuera (dalje od kopna), a tad ga je čileanska vlada iz komercijalnih razloga prezvala u Otok Alejandro Selkirk iako taj danas slavni škotski mornar (Alexander Selkirk) nije živio na njemu već na udaljenijem otoku Másatierra (Robinson Crusoe).
Ali kako je čitav arhipelag postao poznat po romanu Robinson Crusoe Daniela Defoa, on je dobio ime po pravom brodolomcu koji je Defoeu poslužio kao inspiracija.

## Karakteristike
Otok Alejandro Selkirk ima površinu od 49,5 km², pravilnog je ovalnog oblika, dug je 11 km u smjeru sjever - jug, širok 6 km i vrlo brdovit, najviši vrh Cerro Cerro de Los Inocentes ima 1650 metara. Obale su mu teško pristupačne, pa nema nijednu poštenu luku.
Otok je udaljen oko 850 km od čileanskog kopna i oko 180 km, zapadno od druga dva otoka arhipelaga Robinson Crusoe i Santa Clara. Otok je vrlo šumovit ali vrlo slabo naseljen, na njemu stalno živi tek oko 20 stalnih stanovnika koji se bave ribolovom na jastoge.
Otok je kao i čitav arhipelaga vulkanskog porijekla, rezultat erupcije iz podmorske litosferne ploče Juan Fernández.

### Klima
Otok kao i čitav arhipelag ima mediteransku klimu, sa sušnom sezonom od 4 - 5 mjeseci. U najsušnijem mjesecu 
siječnju padne oko 28 mm, a u najkišovitijem lipnju 173 mm.
Prosječna godišnja temperatura je 15 ° C, ljeti se temperature penju do prosječnih - 18,7 ° C, a a zimi padnu 
do 7,3 ° C. Maksimalne temperature ljeti ne prelaze - 25 ° C u veljači i ne padnu ispod 3 ° C u kolovozu.

## Historija
Otok kao i čitav arhipelag otkrio je 1564. španjolski pomorac Juan Fernández.

## Vanjske poveznice
- Parque Nacional Archipiélago de Juan Fernández (šp.)